# Garniszki
Garniszki (lit. Garniškės) – wieś na Litwie, w okręgu wileńskim, w rejonie wileńskim, w gminie Niemenczyn.

## Historia
W dwudziestoleciu międzywojennym wieś i zaścianek leżące w Polsce, w województwie wileńskim, w powiecie wileńsko-trockim, w gminie Niemenczyn. W 1931 miejscowość liczyła:
- wieś – 12 mieszkańców, zamieszkałych w 2 budynkach,
- zaścianek – 34 mieszkańców, zamieszkałych w 6 budynkach[1].

Po II wojnie światowej w granicach Związku Sowieckiego. Od 1991 na niepodległej Litwie.